# QY Гидры
QY Гидры (лат. QY Hydrae), HD 105575 — тройная звезда в созвездии Гидры на расстоянии (вычисленном из значения параллакса) приблизительно 168 световых лет (около 51,5 парсек) от Солнца.
Пара первого и второго компонентов — двойная затменная переменная звезда типа Беты Лиры (EB:). Звёздная величина диапазона Hp звезды — от +9,36m до +9,07m. Орбитальный период — около 0,2923 суток (7,016 часа).
Открыта группой астрономов проекта Hipparcos в 1997 году*.

## Характеристики
Первый компонент — оранжевый карлик спектрального класса K0, или K2Ve, или K5. Масса — около 0,67 солнечной, радиус — около 0,8 солнечного, светимость — около 0,37 солнечной. Эффективная температура — около 4923 K.
Второй компонент — красный карлик спектрального класса M1. Масса — около 0,44 солнечной, радиус — около 0,6 солнечного, светимость — около 0,25 солнечной. Эффективная температура — около 4950 K.
Третий компонент — жёлтая звезда спектрального класса G4. Масса — около 0,97 солнечной. Орбитальный период — около 4550 суток (12,457 года)*.